# Krigsåret 2015

## Pågående krig
- Irakiska inbördeskriget (2011–, se även Islamiska staten)
- Konflikten i östra Ukraina 2014–
- Syriska inbördeskriget (2011–, se även Islamiska staten)
- Andra libyska inbördeskriget 2014-
- Inbördeskriget i Jemen 2015-
- Darfurkonflikten (2003-)

## Händelser
- Januari-februari - Slaget om Debaltseve.[1]

## Avlidna
- 1 februari - Isa Munaev, tjetjensk general

### Fotnoter
1. ↑  ”Slaget om Debaltseve trappas upp”. Yle. 17 februari 2015. http://svenska.yle.fi/artikel/2015/02/17/slaget-om-debaltseve-trappas-upp. Läst 27 februari 2015.